# Ejlif Krogager
Ejlif Egon Richard Søndergaard Krogager (født 5. februar 1910 i Øster Nykirke, død 7. januar 1992 i Esbjerg) var en dansk præst og rejsekonge, der stiftede Nordisk Bustrafik i 1951 sammen med førstelærer Peter Ingwersen.
Under 2. verdenskrig var han sammen med sin kone Gorma Haraldsted aktiv i modstandsbevægelsen og måtte flygte til Sverige.
Efter slutningen på krigen oprettede han i 1951 Nordisk Bustrafik – det, der senere blev til Tjæreborg Rejser. 11 år senere etablerede han flyselskabet Sterling Airways og flykøkkenet Aerochef.
Krogager afsluttede i 1973, efter 38 år, sit embede som præst i Sneum og Tjæreborg Kirker.
En vej i en udstykning af byggegrunde i Tjæreborg fra 2011 bærer hans navn.